# Drosophila miranda
Drosophila miranda este o specie de muște din genul Drosophila, familia Drosophilidae, descrisă de Theodosius Grigorievich Dobzhansky în anul 1935. Conform Catalogue of Life specia Drosophila miranda nu are subspecii cunoscute.